# Étienne II de Sancerre (mort en 1306)

Blason d'Étienne selon son sceau

Pour l’article homonyme, voir Étienne de Sancerre (homonymie).
Étienne II de Sancerre (1252-16 mai 1306), comte de Sancerre, est le fils aîné du comte Jean Ier de Sancerre et de Marie de Vierzon.

## Biographie
Au tournoi de Cambrai (27 mai 1269), célébrant le mariage de Jean, duc de Brabant, avec Marguerite de France, fille du roi Louis IX, il fut le sixième chevalier à s'élancer. Étienne porta d'azur, à une bande d'argent, accompagnée de deux cotices potencées et contre potencées d'or, et pour cimier deux pieds de cheval au naturel, au sabot de sinople mis en haut. En 1285, dans le Tournoi de Chauvency de Jacques Bretel, lors des fêtes de Chauvency-le-Château, le comte de Sancerre est le héros de la 11e joute contre Geoffroi d'Âpremont... et le malheureux rival des Luxembourg dans la mêlée du Jeudi. Dans les miniatures du manuscrit d'Oxford,  il porte un blason identique, qui peint avec maladresse, diffère dans les détails.
Étienne II hérite du comté de Sancerre en 1280 au plus tôt mais plus surement en 1284. 
Il fit devant l'official de Bourges un accord avec Bernard de la Porte, seigneur de Rauches, ancien chevalier, au sujet du droit de monnayage que ce dernier avait sur les pièces fabriquées à Sancerre, vers 1288,.
On attribue à Étienne II de Sancerre la construction de la partie du château actuel de Meillant datant de la fin du XIIIe siècle ou du début du XIVe siècle.
Le 11 juillet 1302, Étienne se trouva à la bataille de Courtrai ; s'enferma dans Lille avec les restes de l'armée française; continua de servir en Flandre après la chute de cette place. 
« C'est par la Flandre et non par l'Aquitaine, observe judicieusement M. Caron, que les imitations des esterlins pénétrèrent dans le centre de la France. Étienne II de Sancerre échappa à la défaite de Courtrai et, de retour dans son comté, il fit frapper ses monnaies au type dont il avait pu constater la faveur. » Une intervention royale mit sans doute fin à cette fabrication de pièces plus fortes que l'unité denariale. 
La monnaie de Sancerre est mentionnée en ces termes dans l'ordonnance de 1315 : « Item, la monnoie au conte de Sancerre : les deniers doivent estre à iii d. et vi grains de loy, argent le Roy, et de xx s. de pois, au marc de Paris; item les maailles de la dicte monnoie doivent estre a ii d. xvi grains de loy, argent le Roy, et xvii s. ii d. maailles doubles de pois, au marc de Paris; et ne pourront faire que le x^ de maailles, c'est-à-dire ix.c l. de deniers et c l. de maailles doubles; et ainsi vauldront les deniers et les maailles dessusdictes avalué l'un parmi l'autre a peîi:(_ tourn[oi:(\ et à maailles tourn[oises] v. s. mains la livre que peti^^ tourn[oi:(], c'est assavoir que les xv ne vauldront que xii peti:{ tourn[oiî\[Quoi ?].
Étienne de Sancerre fut ainsi le dernier comte à émettre monnaie (PA 2085-2087).

### Décès
Il mourut le 16 mai 1306, sans laisser de postérité, et son frère Jean II hérita du comté de Sancerre et des fiefs attenants. 

## Mariage et descendance

### Marie de Lusignan
Il épousa, en décembre 1288 ou au début de l'année 1289, Marie de Lusignan (v. 1265-ap.1312) dite de la Marche, séparée de Jean de Vescy, fille cadette de Hugues XII, comte de la Marche et d'Angoulême, seigneur de Lusignan. Dans une charte de 1289, Marie de la Marche s'engage à remettre ses titres à son frère, le comte de la Marche, dans le cas où elle viendrait mourir sans enfants.
En 1308, à la suite de la mort successive de ses deux frères, les comtes Hugues XIII le Brun et Guy Ier de Lusignan, Marie de la Marche, hérita du comté de la Marche. Dernière héritière des seigneurs de Lusignan, elle céda ses droits sur la Marche au roi de France Philippe IV le Bel, en 1309.
Marie de Lusignan, comtesse de Sancerre obtint le 1er janvier 1309, à Paris, en raison de la compassion que le roi eut pour elle et en considération de l’affection qu’avait ce même roi pour feu "Étienne, comte de Sancerre, époux de la comtesse, mort à son service", ce qui est mentionné dans l’acte, deux rentes, l’une de 600 livres sur le Trésor et la sénéchaussée de Poitou et l’autre de 200 livres sur les comtés en litige. Elle devait aussi recevoir 1000 livres de rente à asseoir sur les terres et un château ou une maison forte avec haute et basse justice, le tout à tenir en fief du roi. Elle devait enfin obtenir 10 000 livres tournois à payer en une seule fois ainsi que la maison que Hugues XIII le Brun, son frère, possédait à Saint-Marcel, à Paris. Injonction fut alors faite aux trésoriers royaux de faire payer sur-le-champ à Marie cette somme de 10 000 livres et de lui faire verser les rentes viagères dès que les assiettes des rentes seraient fixées. En contrepartie, les gens du roi et maître Thibaud de Sancerre, archidiacre de Bourges, procureur de Marie, mentionnèrent que Marie de Lusignan renonçait à tous ses droits sur les comtés de la Marche et d’Angoulême et sur la terre de Fougères, qu’elle réclamait comme sœur et héritière des derniers détenteurs, les comtes Hugues XIII le Brun et Guy Ier de Lusignan.
Finalement, la rente de 1.000 livres sera assise sur la châtellenie de Mâlay-le-Roi (aujourd'hui -le-Petit) à l'Est de Sens (auj. Yonne) en août 1316, au bénéfice des frères de Sancerre, seigneurs de Sagonne.

### Postérité
L'union avec Marie resta sans postérité.